# Ursula Happe
Ursula Happe-Krey (Danzica, 20 ottobre 1926 – Dortmund, 31 marzo 2021) è stata una nuotatrice tedesca.

## Biografia
Nata e cresciuta a Danzica col nome Ursula Krey, lasciò la città nel 1945, evacuata assieme a migliaia di altri cittadini tedeschi. Con la madre e le due sorelle si trasferì in Germania. Sin da bambina aveva praticato nuoto, e, dopo la pausa imposta dalla seconda guerra mondiale, nel 1949 riprese a gareggiare nelle file del Neptun Kiel Club.
Nel 1950 si sposò con il suo allenatore Heinz Gunter Happe, e ne prese il cognome. Da allora gareggiò come Ursula Happe o Ursula Happe-Krey.
Partecipò a due edizioni delle Olimpiadi, Helsinki 1952 e Melbourne 1956, vincendo l'oro nei 200 m rana nel 1956. Aveva vinto la stessa gara ai campionati europei del 1954, dove ottenne anche il bronzo nei 100 m farfalla.
Nello stesso periodo ebbe i primi due figli, Gudrun (nata nel 1953) e Klaus (nato nel 1955), riuscendo a combinare la maternità con la partecipazione ai principali eventi sportivi. Non si deve però pensare che Ursula Happe fosse un caso isolato nello sport femminile di quel tempo: agli europei del 1954 quattro titoli su cinque furono vinti da donne sposate.
In Germania fu nominata "Sportiva dell'Anno" per due volte, nel 1954 e 1956. In carriera vinse 18 titoli nazionali tedeschi in varie specialità.
Ritiratasi dalle competizioni, ebbe altri due figli. Continuò a dedicarsi al nuoto come istruttrice e allenatrice.
Nel 1997 è stata inserita nella International Swimming Hall of Fame, la Hall of Fame internazionale del nuoto.

## Palmarès
- Olimpiadi

Melbourne 1956: oro nei 200m rana.
- Europei di nuoto

1954 - Torino: oro nei 200m rana e bronzo nei 100m farfalla.